# Saint-Mars-sur-la-Futaie
Saint-Mars-sur-la-Futaie és un municipi francès situat al departament de Mayenne i a la regió de País del Loira. L'any 2007 tenia 628 habitants.

## Demografia

### Població
El 2007 la població de fet de Saint-Mars-sur-la-Futaie era de 628 persones. Hi havia 268 famílies de les quals 88 eren unipersonals (44 homes vivint sols i 44 dones vivint soles), 80 parelles sense fills, 88 parelles amb fills i 12 famílies monoparentals amb fills.
La població ha evolucionat segons el següent gràfic:
Habitants censats

### Habitatges
El 2007 hi havia 360 habitatges, 270 eren l'habitatge principal de la família, 54 eren segones residències i 36 estaven desocupats. 342 eren cases i 16 eren apartaments. Dels 270 habitatges principals, 189 estaven ocupats pels seus propietaris, 78 estaven llogats i ocupats pels llogaters i 3 estaven cedits a títol gratuït; 4 tenien una cambra, 20 en tenien dues, 48 en tenien tres, 77 en tenien quatre i 121 en tenien cinc o més. 235 habitatges disposaven pel capbaix d'una plaça de pàrquing. A 121 habitatges hi havia un automòbil i a 120 n'hi havia dos o més.

### Piràmide de població
La piràmide de població per edats i sexe el 2009 era:
| Homes | Edats   | Dones |
| ----- | ------- | ----- |
| 0     | 95 o +  | 0     |
| 0     | 90 a 94 | 0     |
| 0     | 85 a 89 | 4     |
| 0     | 80 a 84 | 0     |
| 8     | 75 a 79 | 24    |
| 36    | 70 a 74 | 24    |
| 16    | 65 a 69 | 36    |
| 16    | 60 a 64 | 24    |
| 24    | 55 a 59 | 16    |
| 12    | 50 a 54 | 16    |
| 24    | 45 a 49 | 8     |
| 36    | 40 a 44 | 24    |
| 24    | 35 a 39 | 16    |
| 16    | 30 a 34 | 16    |
| 32    | 25 a 29 | 20    |
| 16    | 20 a 24 | 12    |
| 16    | 15 a 19 | 16    |
| 24    | 10 a 14 | 32    |
| 4     | 5 a 9   | 12    |
| 8     | 0 a 4   | 12    |

## Economia
El 2007 la població en edat de treballar era de 382 persones, 279 eren actives i 103 eren inactives. De les 279 persones actives 273 estaven ocupades (162 homes i 111 dones) i 6 estaven aturades (2 homes i 4 dones). De les 103 persones inactives 48 estaven jubilades, 26 estaven estudiant i 29 estaven classificades com a «altres inactius».

### Ingressos
El 2009 a Saint-Mars-sur-la-Futaie hi havia 267 unitats fiscals que integraven 636 persones, la mediana anual d'ingressos fiscals per persona era de 15.697 €.

### Activitats econòmiques
Dels 13 establiments que hi havia el 2007, 3 eren d'empreses de construcció, 3 d'empreses de comerç i reparació d'automòbils, 2 d'empreses d'hostatgeria i restauració, 1 d'una entitat de l'administració pública i 4 d'empreses classificades com a «altres activitats de serveis».
Dels 5 establiments de servei als particulars que hi havia el 2009, 1 era un paleta, 1 guixaire pintor, 1 fusteria i 2 perruqueries.
L'únic establiment comercial que hi havia el 2009 era una botiga de menys de 120 m².
L'any 2000 a Saint-Mars-sur-la-Futaie hi havia 70 explotacions agrícoles que ocupaven un total de 1.480 hectàrees.

## Equipaments sanitaris i escolars
El 2009 hi havia una escola elemental.

## Poblacions més properes
El següent diagrama mostra les poblacions més properes.